# 田中豊一
田中 豊一（たなか とよいち、1946年1月4日 - 2000年5月20日）は、日本の物理学者。マサチューセッツ工科大学物理学科教授を務めた。ゲル研究の第一人者として世界的に知られた。

## 人物・生涯
1946年1月4日 、新潟県長岡市で埼玉大学名誉教授・田中豊助の長男として生まれた。東京都立日比谷高等学校を経て東京大学理学部物理学科に進み、和田昭允教授の下で研究を行なう。
1973年、『ポリペプチドのヘリックスコイル転移に関する研究』で理学博士の学位を取得。大学院博士課程修了後、マサチューセッツ工科大学研究員となり、ゲルからの光散乱の自己相関関数などの研究を行なっている。
1975年に助教授、1979年に准教授、1982年に教授に就任した。ゲルの相転移の証明、体積相転移の研究などの業績を挙げて世界的に知られた。また、様々なモノマーから成るヘテロポリマーゲルが多様な相を示す事を発見し、機能を持つスマートゲルの研究などにも取り組んだ。
2000年、家族らとのテニス中に心筋梗塞で倒れ、急逝。
息子は漫画家の田中一規。

## 主な受賞歴
- 仁科記念賞（1985年）
- 高分子学会賞（1987年）
- 芸術のための科学賞優秀賞（1993年）
- 井上学術賞（1994年）
- ディスカバー賞（未来の技術革新部門）（1996年）
- 東レ科学技術賞（1998年）

## 関連人物
- 鈴木虎雄 - 古典中国文学者。同郷かつ高校・大学の先輩。
- 前川國男 - 建築家。同上。